# Pigalle

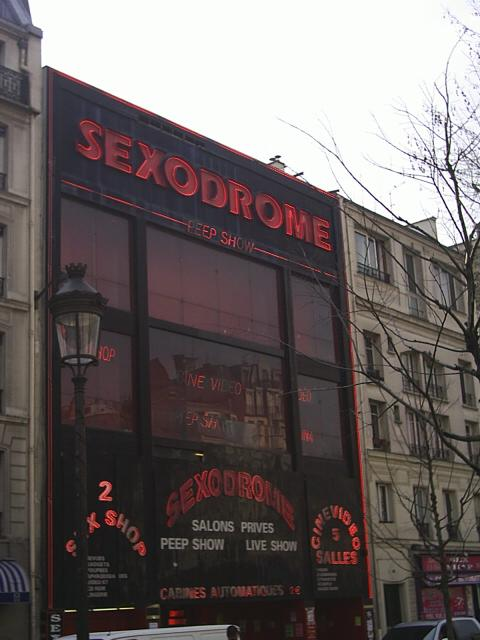
Một sex shop trên đại lộ Clichy

Pigalle là tên một khu phố ở Paris, gần quảng trường Pigalle, bao gồm các con phố nằm hai bên đại lộ Clichy và Rochechouart. Khu phố Pigalle thuộc Quận 9 và Quận 9 của thành phố.
Khu phố Pigalle được gọi theo tên của quảng trường Pigalle, cái tên vinh danh nhà điêu khắc Jean-Baptiste Pigalle. Ngày nay khu phố này là một địa điểm thu hút du khác do vị trí dưới chân đồi Montmartre và tập trung rất nhiều nhà hàng, quán cà phê, các sex shop.